# Leucocoryne coquimbensis
Leucocoryne coquimbensis là một loài thực vật có hoa trong họ Amaryllidaceae. Loài này được F.Phil. ex Phil. mô tả khoa học đầu tiên năm 1896.

## Hình ảnh

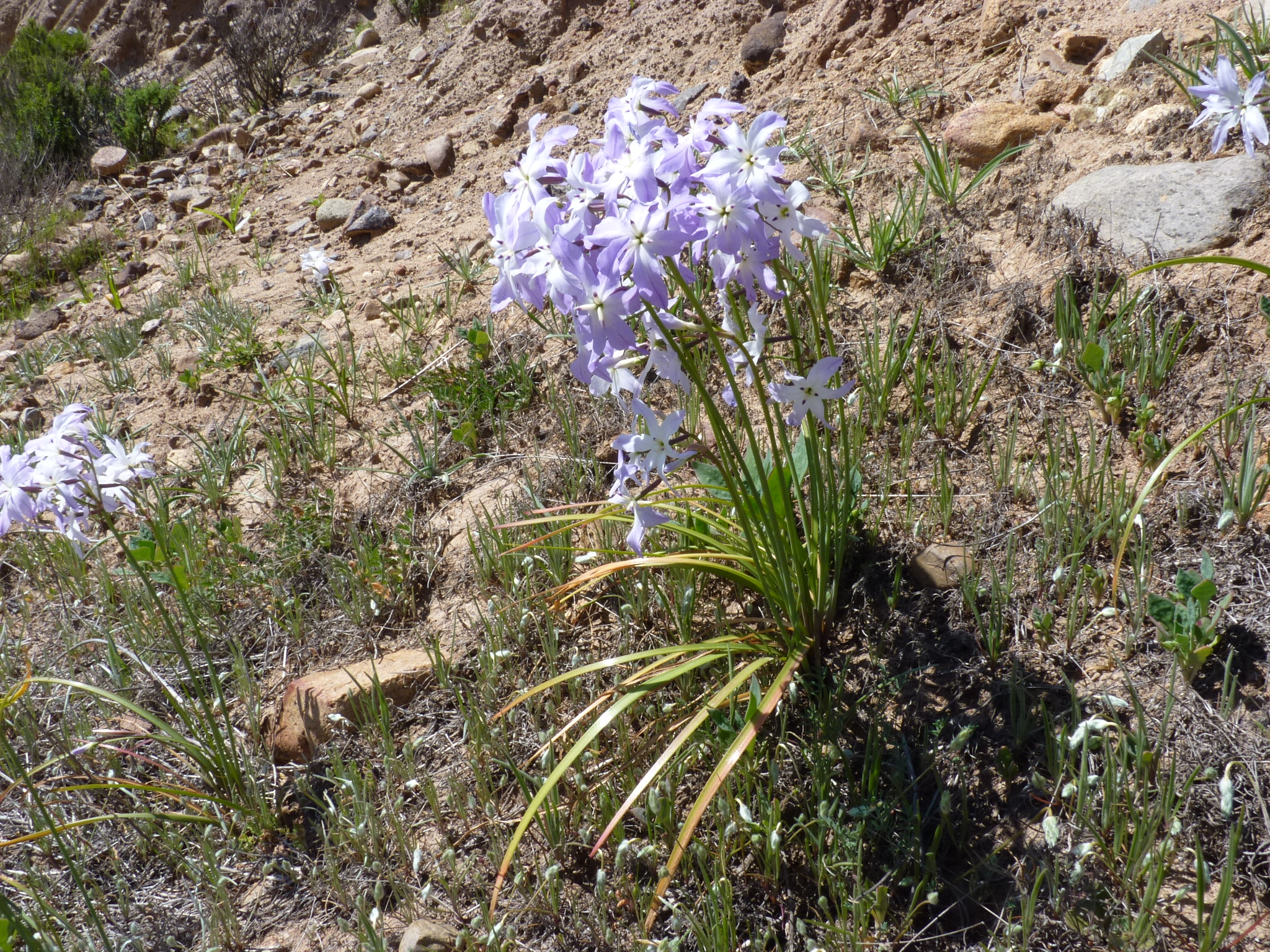
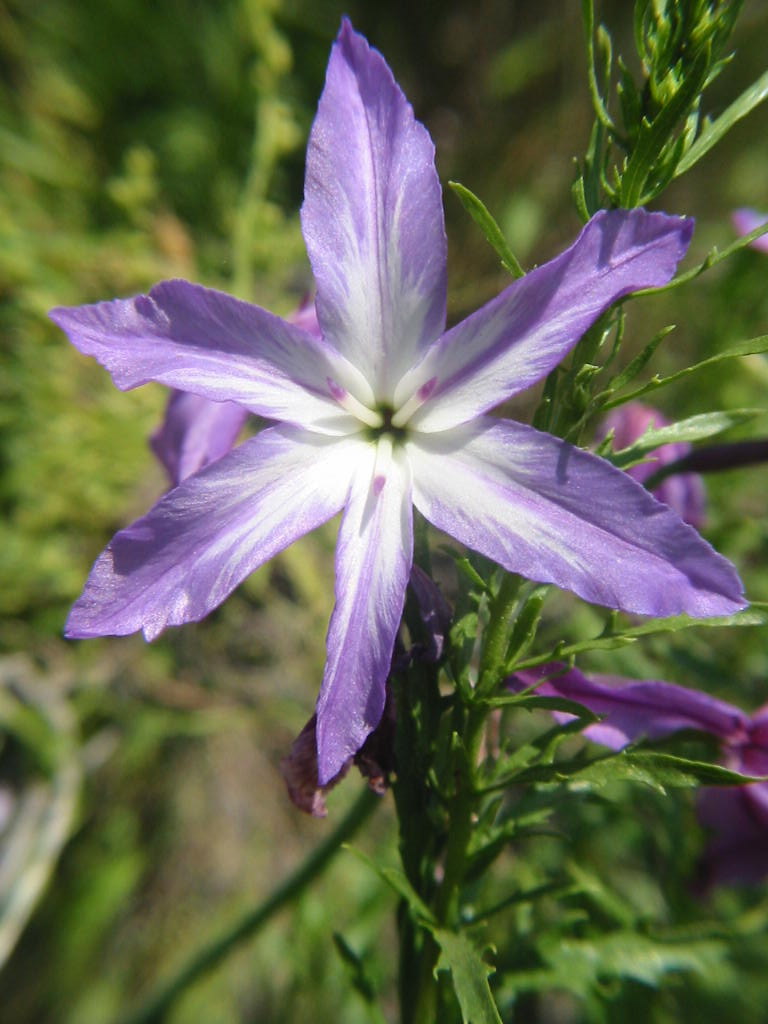